# 幻想水滸伝カードストーリーズ
『幻想水滸伝カードストーリーズ』（げんそうすいこでんカードストーリーズ）は、ゲームボーイアドバンス用ゲームソフト、およびトレーディングカードゲーム。

## ゲームソフト
コナミから2001年9月13日発売された。ジャンルは、カードバトルRPG。
ストーリーは、『幻想水滸伝II』をベースにしているが一部省略されているところもある。引継ぎ要素は用意されていない。
イラストレーターには、八至丘翔、藤田香、みきさと、など後のシリーズのキャラクターデザインを手がけるメンバーがいる。

## トレーディングカードゲーム
幻想水滸伝シリーズのキャラクターが登場するトレーディングカードゲーム。2001年から発売されている。
2004年3月からは、幻想水滸伝カードストーリーズ〜第II章〜 REMAKE BOOSTER 約束の地へにリニューアルされている。
現在登場しているキャラクターは、『幻想水滸伝IV』までとなっており、『幻想水滸伝V』以降のキャラクターはまだ登場していない。